# Alan (Baltassí)
Alan - Алан (rus) - és un poble de la República del Tatarstan, a Rússia. El 2010 tenia 574 habitants.